# Rivière Françoise
Pour les articles homonymes, voir Françoise.
La rivière Françoise est un affluent de la rivière aux Anglais coulant dans le territoire non organisé Rivière-aux-Outardes, dans la municipalité régionale de comté de Manicouagan, dans la région administrative de la Côte-Nord, dans la province de Québec, au Canada.
La vallée de la rivière Françoise est desservie principalement le chemin de la rivière aux Anglais.

## Géographie
La rivière Françoise prend sa source sur le Bouclier canadien, à un petit lac non identifié (altitude: 445 m). L'embouchure (côté sud) de ce petit lac forestier est située au nord-est de la confluence de la rivière Françoise et de la rivière aux Anglais, au sud-ouest d'une baie du lac Franquelin et au nord-ouest de la confluence de la rivière aux Anglais et de la baie des Anglais sur la rive nord du fleuve Saint-Laurent.
À partir du lac de tête, le cours de la rivière Françoise descend sur environ 12 km entièrement en zone forestière, avec une dénivellation de 182 m, selon les segments suivants:
- vers le sud en traversant d'abord deux petits lacs, puis un troisième lac (altitude: 427 m) jusqu'à son embouchure;
- vers le sud relativement en ligne droite, traversant un lac non identifié (altitude: 365 m) sur sa pleine longueur jusqu'à son embouchure;
- vers le sud relativement en ligne droite dans une vallée encaissée, en traversant un petit lac (altitude: 365 m) en mi-segment, en recueillant du côté Ouest la décharge d'un lac, puis en recueillant du côté Est deux décharges de lacs, jusqu'à un coude de rivière, correspondant à la décharge (venant de l'est) de trois lacs;
- vers l'est relativement en ligne droite dans une vallée encaissée, jusqu'à son embouchure[3].

La rivière Françoise se déverse sur la rive nord-est du cours supérieur de la rivière des Anglais, dans le territoire non organisé de Rivière-aux-Outardes. Cette confluence est située en aval du lac Pascal et en aval de la confluence de la rivière Tremblay. À partir de la confluence avec la rivière Françoise, le courant descend le cours de la rivière aux Anglais sur environ 48 km jusqu'à la Baie des Anglais, située sur la rive nord du golfe du Saint-Laurent.

## Toponym
Le toponyme « rivière Françoise » a été officialisé le 2 août 1974 à la Banque des noms de lieux de la Commission de toponymie du Québec.